# Estimo rurale
L'estimo rurale è quella branca dell'estimo che si occupa della valutazione dei beni agricoli. Le più importanti valutazioni oggetto dell'estimo rurale riguardano la stima dei fondi rustici, la stima dei frutti pendenti e la stima dei miglioramenti fondiari.

## Stima dei fondi rustici
La stima di un'azienda agraria ha lo scopo di determinare il più probabile valore di mercato della stessa, cioè il prezzo che si realizzerebbe se l'azienda fosse immessa sul mercato in quel determinato momento. La stima dell'azienda può essere realizzata a cancello aperto o a cancello chiuso ; nel primo caso vengono valutati solo i terreni e i fabbricati rurali, nel secondo caso si considerano anche i beni mobili e le scorte presenti in azienda (bestiame, macchine agricole, foraggi, ecc.).
La stima dell'azienda può essere condotta con due modalità: sintetica e analitica. Una stima sintetica è quella comparativa, dove l'azienda viene valutata per confronto con altre aziende simili di cui si conoscono i prezzi di vendita. La stima analitica si effettua invece tramite il cosiddetto beneficio fondiario, che è il reddito medio annuo che il proprietario ricava dall'azienda stessa. Il beneficio fondiario può essere ottenuto in due modi: dal canone di affitto oppure attraverso il bilancio aziendale. Il valore dell'azienda si ottiene dividendo il beneficio fondiario per il saggio di capitalizzazione; quest'ultimo è in pratica il saggio d'interesse di investimento, ed è ricavabile per via comparativa dal saggio di altri investimenti che hanno una certa analogia con il bene oggetto di valutazione.
Ai fini della stima gli immobili agricoli vengono classificati in:
– aziende agrarie;
– terreni agricoli;
– boschi e arboreti da legno;
– soprassuolo;
– investimenti fondiari
– impianti e macchinari annessi al terreno;
– macchine e attrezzi;
– bestiame;
– prodotti in essere;
– prodotti immagazzinati

## Stima dei frutti pendenti
I frutti pendenti sono i prodotti di un'azienda agricola prossimi alla raccolta o comunque in via di maturazione. 
Il valore dei frutti pendenti si ottiene dalla differenza tra l'entità dei ricavi che saranno prevedibilmente realizzati con la vendita e l'entità delle spese che saranno prevedibilmente sostenute dal momento della stima a quello della vendita dei prodotti.

## Stima delle anticipazioni colturali
Spese sostenute dall'agricoltore nella prima fase di coltivazione fino a quando i frutti non sono pendenti.

## Stima dei miglioramenti fondiari
Per miglioramento fondiario si intende un investimento di capitale che viene attuato su un fondo, migliorandolo e aumentandone il valore. Sono miglioramenti fondiari: i fabbricati rurali, gli arboreti, i pozzi, le stradelle, ecc.

## Stima dei boschi
Si basa su di un procedimento diverso dalla valutazione di un frutteto o di un vigneto, in quanto la collocabilità sul mercato è spesso difficoltosa, essendo caratterizzati da una scarsa domanda, anche per la particolare gestione caratterizzata, nei cedui, da un taglio turnale su un periodo di circa 15/18 anni, al termine del quale viene tagliato il soprassuolo per essere venduto
Ai fini del quesito la valutazione dei boschi ci presenta la determinazione di tre distinti valori:
– capitale terra (Vo);
– capitale bosco dato dalla somma del capitale terra e soprassuolo, calcolato in un momento intermedio del turno (Vm);
– soprassuolo (Vs).
La determinazione di tali valori richiede una profonda conoscenza di selvicoltura e delle produzioni legnose ottenibili; si dovrà infatti procedere con il metodo reddituale individuando il beneficio fondiario del bosco e quindi calcolarne il relativo valore.
Il Valore del capitale terra identifica il valore del bosco al momento successivo del taglio di utilizzazione, una volta cioè che sia stato asportato il legname prodotto durante un turno di n anni.
Il Valore del capitale bosco Individua il valore del bosco in un momento intermedio, dove è ancora presente la massa legnosa, ed è dato dalla somma del capitale terra e del valore delle piante presenti al momento di perizia m.

## Aspetti estimativi per la valutazione di immobili rurali
La stima degli immobili rurali presuppone una serie di conoscenze tecnico agronomiche, che rendono necessaria l’estrema qualificazione e competenza del perito estimatore, al fine di valutare i vari investimenti che concorrono alla composizione del fondo rustico.
Uno degli aspetti di più complessa individuazione è quello legato alla distinzione fra i beni immobili e quelli che invece sono da considerare mobili o destinati alla vendita

## Stima dei miglioramenti
Quando una persona ha eseguito un miglioramento su un fondo altrui, al momento della riconsegna del fondo ha diritto ad un'indennità, la cui determinazione è un problema estimativo. L'indennità varia a seconda di chi ha eseguito il miglioramento; se questo è stato eseguito dall'affittuario o dall'enfiteuta, l'indennità è pari all'aumento di valore del fondo, se invece è stato eseguito dall'usufruttuario, l'indennità sarà pari alla minore somma derivante dal confronto tra il costo del miglioramento e l'aumento di valore del fondo.

## Storia
Una remota anticipazione di quello che diventerà l'estimo rurale, è stato visto nei gromatici romani che procedevano alle centurationes,  la suddivisione dei terreni agricoli tra i veterani, mentre l'estimo rurale, nella forma moderna, ebbe un grande impulso nel secolo XVIII. In Italia uno dei primi autori che determinarono il suo sorgere è stato Cosimo Trinci